# Австрия на летних Олимпийских играх 2016
Австрия на летних Олимпийских играх 2016 года была представлена 71 спортсменом в 22 видах спорта. На церемонии открытия Игр право нести национальный флаг было доверено многократному призёру чемпионатов Европы игроку в настольный теннис Лю Цзя, а на церемонии закрытия единственным медалистам Игр 2016 года в составе сборной Австрии яхтсменам Томасу Заяцу и Тане Франк, которые завоевали бронзу в классе «Накра 17». Единственная олимпийская награда позволила сборной Австрии занять 78-е место в неофициальном медальном зачёте. Дом Австрии на Играх был открыт 4 августа на базе футбольного клуба «Ботафого».

## Медали
| Бронза |                       |                           |            |
| №      | Спортсмены            | Вид спорта (дисциплина)   | Дата       |
| 1      | Томас Заяц Таня Франк | Парусный спорт (Накра 17) | 16 августа |

## Состав сборной
Академическая гребля
1. Бернхард Зибер
2. Пауль Зибер
3. Магдалена Лобниг

 Бадминтон
1. Давид Оберностерер
2. Элизабет Бальдойф

 Борьба
Греко-римская борьба
1. Амер Хрустанович

Велоспорт
 Шоссейный велоспорт
1. Штефан Денифль
2. Георг Прайдлер
3. Мартина Риттер

 Маунтинбайк
1. Александер Гехбауэр

 Гольф
1. Бернд Вайсбергер
2. Кристине Вольф

Гребля на байдарках и каноэ
 Гребля на гладкой воде
1. Ана Роксана Лехачи
2. Виктория Шварц
3. Ивонна Шуринг

 Гребной слалом
1. Марио Ляйтнер
2. Коринна Кунле

 Дзюдо
1. Даниэль Аллершторфер
2. Людвиг Пайшер
3. Бернадетте Граф
4. Катрин Унтервурцахер
5. Сабрина Фильцмозер

 Конный спорт
1. Виктория Макс-Тойрер

 Лёгкая атлетика
1. Лукас Вайссхайдингер
2. Доминик Дистельбергер
3. Дженнифер Вент
4. Ивона Дадич
5. Андреа Майр
6. Беата Шротт

 Настольный теннис
1. Роберт Гардос
2. Штефан Фегерль
3. Даниэль Хабезон
4. Ли Цянбин
5. Лю Цзя
6. София Полканова

 Парусный спорт
1. Нико Делле Карт
2. Томас Заяц
3. Флориан Райхштедтер
4. Николаус Реш
5. Маттиас Шмид
6. Лара Вадлау
7. Йоланта Огар
8. Таня Франк

 Плавание
1. Феликс Аубек
2. Давид Брандль
3. Биргит Кошишек
4. Лена Кройндль
5. Лиза Цайзер
6. Йёрдис Штайнеггер

 Пляжный волейбол
1. Клеменс Допплер
2. Робин Зайдль
3. Александер Хорст
4. Александер Хубер

 Прыжки в воду
1. Константин Блаха

 Синхронное плавание
1. Айрини Александри
2. Анна-Мария Александри

 Спортивная гимнастика
1. Лиза Эккер

 Стрельба
1. Себастьян Кунтшик
2. Томас Матис
3. Гернот Румплер
4. Александер Шмирль
5. Оливия Хофман

 Стрельба из лука
1. Лаурсен Бальдауфф

 Теннис
1. Оливер Марах
2. Александр Пейя

 Триатлон
1. Квота 1
2. Квота 2
3. Квота 3

 Фехтование
1. Рене Пранц

 Художественная гимнастика
1. Николь Рупрехт

## Результаты соревнований

### Академическая гребля
В следующий раунд из каждого заезда проходят несколько лучших экипажей (в зависимости от дисциплины). В утешительный заезд попадают спортсмены, выбывшие в предварительном раунде. В финал A выходят 6 сильнейших экипажей, остальные разыгрывают места в утешительных финалах B-F.
Мужчины
| Соревнование              | Спортсмены                 | Предварительный заезд | Предварительный заезд | Предварительный заезд | Отборочный заезд | Отборочный заезд | Отборочный заезд | Четвертьфинал | Четвертьфинал | Четвертьфинал | Полуфинал     | Полуфинал     | Полуфинал     | Финал | Финал | Итоговое место |
| Соревнование              | Спортсмены                 | Заезд                 | Время                 | Место                 | Заезд            | Время            | Место            | Заезд         | Время         | Место         | Заезд         | Время         | Место         | Время | Место | Итоговое место |
| ------------------------- | -------------------------- | --------------------- | --------------------- | --------------------- | ---------------- | ---------------- | ---------------- | ------------- | ------------- | ------------- | ------------- | ------------- | ------------- | ----- | ----- | -------------- |
| двойки парные, лёгкий вес | Бернхард Зибер Пауль Зибер | 2                     | 6:43,37               | 4                     | 2                | 7:06,41          | 2 Q              | не проводится | не проводится | не проводится | Полуфинал A/B | Полуфинал A/B | Полуфинал A/B | Финал | Финал |                |
| двойки парные, лёгкий вес | Бернхард Зибер Пауль Зибер | 2                     | 6:43,37               | 4                     | 2                | 7:06,41          | 2 Q              | не проводится | не проводится | не проводится |               |               |               |       |       |                |

Женщины
| Соревнование | Спортсмены       | Предварительный заезд | Предварительный заезд | Предварительный заезд | Отборочный заезд | Отборочный заезд | Отборочный заезд | Четвертьфинал | Четвертьфинал | Четвертьфинал | Полуфинал     | Полуфинал     | Полуфинал     | Финал | Финал | Итоговое место |
| Соревнование | Спортсмены       | Заезд                 | Время                 | Место                 | Заезд            | Время            | Место            | Заезд         | Время         | Место         | Заезд         | Время         | Место         | Время | Место | Итоговое место |
| ------------ | ---------------- | --------------------- | --------------------- | --------------------- | ---------------- | ---------------- | ---------------- | ------------- | ------------- | ------------- | ------------- | ------------- | ------------- | ----- | ----- | -------------- |
| одиночки     | Магдалена Лобниг | 5                     | 8:26,83               | 1 Q                   | не участвовала   | не участвовала   | не участвовала   | 2             | 7:35,37       | 3 Q           | Полуфинал A/B | Полуфинал A/B | Полуфинал A/B | Финал | Финал |                |
| одиночки     | Магдалена Лобниг | 5                     | 8:26,83               | 1 Q                   | не участвовала   | не участвовала   | не участвовала   | 2             | 7:35,37       | 3 Q           |               |               |               |       |       |                |

### Бадминтон
Одиночный разряд
| Соревнование | Спортсмены         | Групповой этап | Групповой этап | Групповой этап | 1/8 финала | 1/4 финала | 1/2 финала | Финал | Итоговое место |
| Соревнование | Спортсмены         | 1 матч         | 2 матч         | Место          | 1/8 финала | 1/4 финала | 1/2 финала | Финал | Итоговое место |
| ------------ | ------------------ | -------------- | -------------- | -------------- | ---------- | ---------- | ---------- | ----- | -------------- |
| мужчины      | Давид Оберностерер | Группа         | Группа         | Группа         |            |            |            |       |                |
| мужчины      | Давид Оберностерер |                |                |                |            |            |            |       |                |
| женщины      | Элизабет Бальдойф  | Группа         | Группа         | Группа         |            |            |            |       |                |
| женщины      | Элизабет Бальдойф  |                |                |                |            |            |            |       |                |

### Борьба
В соревнованиях по борьбе, как и на предыдущих трёх Играх, будет разыгрываться 18 комплектов наград. По 6 у мужчин в вольной и греко-римской борьбе и 6 у женщин в вольной борьбе. Турнир пройдёт по олимпийской системе с выбыванием. В утешительный раунд попадают участники, проигравшие в своих поединках будущим финалистам соревнований. Каждый поединок состоит из двух раундов по 3 минуты, победителем становится спортсмен, набравший большее количество технических очков. По окончании схватки, в зависимости от результатов спортсменам начисляются классификационные очки.
Мужчины
Греко-римская борьба
| Категория | Спортсмены       | Первый раунд       | 1/8 финала         | Четвертьфинал      | Полуфинал          | Финал              | Место |
| Категория | Спортсмены       | Соперник Результат | Соперник Результат | Соперник Результат | Соперник Результат | Соперник Результат | Место |
| --------- | ---------------- | ------------------ | ------------------ | ------------------ | ------------------ | ------------------ | ----- |
| до 85 кг  | Амер Хрустанович |                    |                    |                    |                    |                    |       |

### Велоспорт

#### Шоссейный велоспорт
Мужчины
| Соревнование     | Спортсмены     | Время      | Место | Отставание |
| ---------------- | -------------- | ---------- | ----- | ---------- |
| групповая гонка  | Георг Прайдлер | 6:29:42    | 44    | +19:37     |
| групповая гонка  | Штефан Денифль | DNF        | DNF   | DNF        |
| раздельная гонка | Георг Прайдлер | 1:16:02,36 | 16    | +3:46,94   |

Женщины
| Соревнование    | Спортсмены     | Время | Место | Отставание |
| --------------- | -------------- | ----- | ----- | ---------- |
| групповая гонка | Мартина Риттер | DNF   | DNF   | DNF        |

#### Маунтинбайк
Мужчины
| Соревнование | Спортсмены          | Время | Место | Отставание |
| ------------ | ------------------- | ----- | ----- | ---------- |
| кросс-кантри | Александер Гехбауэр |       |       |            |

### Водные виды спорта

#### Плавание
В следующий раунд на каждой дистанции проходят спортсмены, показавшие лучший результат, независимо от места, занятого в своём заплыве.
Мужчины
| Дистанция                  | Спортсмены    | Предварительный раунд | Предварительный раунд | Предварительный раунд | Полуфинал            | Полуфинал            | Полуфинал            | Финал                | Финал                |
| Дистанция                  | Спортсмены    | Заплыв                | Результат             | Место                 | Заплыв               | Результат            | Место                | Результат            | Место                |
| -------------------------- | ------------- | --------------------- | --------------------- | --------------------- | -------------------- | -------------------- | -------------------- | -------------------- | -------------------- |
| 200 метров вольным стилем  | Феликс Аубек  | 3                     | 1:47,24               | 18                    | завершил выступление | завершил выступление | завершил выступление | завершил выступление | завершил выступление |
| 400 метров вольным стилем  | Феликс Аубек  | 6                     | 3:49,35               | 25                    | не проводится        | не проводится        | не проводится        | завершил выступление | завершил выступление |
| 400 метров вольным стилем  | Давид Брандль | 3                     | 3:54,59               | 40                    | не проводится        | не проводится        | не проводится        | завершил выступление | завершил выступление |
| 1500 метров вольным стилем | Феликс Аубек  | 4                     | 15:36,24              | 42                    | не проводится        | не проводится        | не проводится        | завершил выступление | завершил выступление |

Женщины
| Дистанция                        | Спортсмены        | Предварительный раунд | Предварительный раунд | Предварительный раунд | Полуфинал             | Полуфинал             | Полуфинал             | Финал                 | Финал                 |
| Дистанция                        | Спортсмены        | Заплыв                | Результат             | Место                 | Заплыв                | Результат             | Место                 | Результат             | Место                 |
| -------------------------------- | ----------------- | --------------------- | --------------------- | --------------------- | --------------------- | --------------------- | --------------------- | --------------------- | --------------------- |
| 50 метров вольным стилем         | Биргит Кошишек    |                       |                       |                       |                       |                       |                       |                       |                       |
| 200 метров комплексным плаванием | Лиза Цайзер       | 4                     | 2:15,23               | 26                    | завершила выступление | завершила выступление | завершила выступление | завершила выступление | завершила выступление |
| 200 метров комплексным плаванием | Лена Кройндль     | 3                     | 2:15,71               | 30                    | завершила выступление | завершила выступление | завершила выступление | завершила выступление | завершила выступление |
| 400 метров комплексным плаванием | Йёрдис Штайнеггер | 1                     | 4:47,84               | 29                    | не проводится         | не проводится         | не проводится         | завершила выступление | завершила выступление |

#### Прыжки в воду
Мужчины
| Соревнование      | Спортсмены       | Предварительный раунд | Предварительный раунд | Полуфинал | Полуфинал | Финал     | Финал |
| Соревнование      | Спортсмены       | Результат             | Место                 | Результат | Место     | Результат | Место |
| ----------------- | ---------------- | --------------------- | --------------------- | --------- | --------- | --------- | ----- |
| трамплин, 3 метра | Константин Блаха |                       |                       |           |           |           |       |

#### Синхронное плавание
По итогам квалификационного раунда в соревнованиях дуэтов в финал проходят 12 сильнейших сборных. В финале синхронистки исполняют только произвольную программу. Итоговая сумма складывается из результатов финальной произвольной программы и баллов, полученных дуэтами за техническую программу, исполненную в квалификационном раунде.
| Соревнование | Спортсмены                              | Квалификация          | Квалификация          | Квалификация           | Квалификация           | Квалификация | Квалификация | Финал                  | Финал                  | Итоговый результат | Итоговый результат |
| Соревнование | Спортсмены                              | Техническая программа | Техническая программа | Произвольная программа | Произвольная программа | Всего        | Всего        | Произвольная программа | Произвольная программа | Итоговый результат | Итоговый результат |
| Соревнование | Спортсмены                              | Баллы                 | Место                 | Баллы                  | Место                  | Баллы        | Место        | Баллы                  | Место                  | Баллы              | Место              |
| ------------ | --------------------------------------- | --------------------- | --------------------- | ---------------------- | ---------------------- | ------------ | ------------ | ---------------------- | ---------------------- | ------------------ | ------------------ |
| дуэты        | Анна-Мария Александри Айрини Александри | 85,0637               | 11                    | 85,2667                | 12                     | 170,3304     | 12           | 85,0637                | 85,5333                | 170,5970           | 12                 |

### Волейбол

#### Пляжный волейбол
Мужчины
| Соревнование | Спортсмены                       | Групповой этап                                 | Групповой этап                             | Групповой этап                                | Групповой этап | 1/8 финала     | Четвертьфинал  | Полуфинал      | Финал          | Место |
| Соревнование | Спортсмены                       | Соперники Счёт                                 | Соперники Счёт                             | Соперники Счёт                                | Место          | Соперники Счёт | Соперники Счёт | Соперники Счёт | Соперники Счёт | Место |
| ------------ | -------------------------------- | ---------------------------------------------- | ------------------------------------------ | --------------------------------------------- | -------------- | -------------- | -------------- | -------------- | -------------- | ----- |
| мужчины      | Клеменс Допплер Александер Хорст | Группа A                                       | Группа A                                   | Группа A                                      | Группа A       |                |                |                |                |       |
| мужчины      | Клеменс Допплер Александер Хорст | ITAА. Раньери / А. Карамбула П 14:21, 13:21    | BRAАлисон / Б. Шмидт В 23:21, 16:21, 15:13 | CANД. Бинсток / С. Шехтер :                   |                |                |                |                |                |       |
| мужчины      | Александер Хубер Робин Зайдль    | Группа F                                       | Группа F                                   | Группа F                                      | Группа F       |                |                |                |                |       |
| мужчины      | Александер Хубер Робин Зайдль    | ESPА. Гавира / П. Эррера П 21:14, 17:21, 13:15 | USAД. Гибб / К. Паттерсон В 21:18, 21:18   | QATД. Перейра / Ш. Юнус П 18:21, 21:19, 12:15 | 3 Q            |                |                |                |                |       |

### Гимнастика

#### Спортивная гимнастика
В квалификационном раунде проходил отбор, как в финал командного многоборья, так и в финалы личных дисциплин. В финал индивидуального многоборья отбиралось 24 спортсмена с наивысшими результатами, а в финалы отдельных упражнений по 8 спортсменов, причём в финале личных дисциплин страна не могла быть представлена более, чем 2 спортсменами. В командном многоборье в квалификации на каждом снаряде выступали по 4 спортсмена, а в зачёт шли три лучших результата. В финале командных соревнований на каждом снаряде выступало по три спортсмена и все три результата шли в зачёт.
Женщины
Многоборья
| Соревнование      | Спортсмены | Квалификация   | Квалификация        | Квалификация | Квалификация       | Квалификация | Квалификация | Финал                 | Финал                 | Финал                 | Финал                 | Финал                 | Финал                 |
| Соревнование      | Спортсмены | Опорный прыжок | Разновысокие брусья | Бревно       | Вольные упражнения | Всего        | Место        | Опорный прыжок        | Разновысокие брусья   | Бревно                | Вольные упражнения    | Всего                 | Место                 |
| ----------------- | ---------- | -------------- | ------------------- | ------------ | ------------------ | ------------ | ------------ | --------------------- | --------------------- | --------------------- | --------------------- | --------------------- | --------------------- |
| личное многоборье | Лиза Эккер | 14,100         | 12,200              | 13,400       | 13,266             | 52,966       | 43           | Завершила выступление | Завершила выступление | Завершила выступление | Завершила выступление | Завершила выступление | Завершила выступление |

Индивидуальные упражнения
| Соревнование        | Спортсмены | Квалификация | Квалификация | Финал                 | Финал                 |
| Соревнование        | Спортсмены | Очки         | Место        | Очки                  | Место                 |
| ------------------- | ---------- | ------------ | ------------ | --------------------- | --------------------- |
| разновысокие брусья | Лиза Эккер | 12,200       | 73           | Завершила выступление | Завершила выступление |
| бревно              | Лиза Эккер | 13,400       | 46           | Завершила выступление | Завершила выступление |
| вольные упражнения  | Лиза Эккер | 13,266       | 48           | Завершила выступление | Завершила выступление |

#### Художественная гимнастика
Женщины
| Соревнование              | Спортсмены     | Квалификация | Квалификация | Финал                 | Финал                 |
| Соревнование              | Спортсмены     | Очки         | Место        | Очки                  | Место                 |
| ------------------------- | -------------- | ------------ | ------------ | --------------------- | --------------------- |
| индивидуальное многоборье | Николь Рупрехт | 67,748       | 20           | Завершила выступление | Завершила выступление |

### Гольф
Последний раз соревнования по гольфу в рамках Олимпийских игр проходили в 1904 году. Соревнования гольфистов пройдут на 18-луночном поле, со счётом 72 пар. Каждый участник пройдёт все 18 лунок по 4 раза.
Мужчины
| Соревнование | Спортсмены       | Первый раунд | Первый раунд | Второй раунд | Второй раунд | Третий раунд | Третий раунд | Четвёртый раунд | Четвёртый раунд | Итоговый результат | Итоговое место |
| Соревнование | Спортсмены       | Очки         | Место        | Очки         | Место        | Очки         | Место        | Очки            | Место           | Итоговый результат | Итоговое место |
| ------------ | ---------------- | ------------ | ------------ | ------------ | ------------ | ------------ | ------------ | --------------- | --------------- | ------------------ | -------------- |
| мужчины      | Бернд Вайсбергер |              |              |              |              |              |              |                 |                 |                    |                |

Женщины
| Соревнование | Спортсмены     | Первый раунд | Первый раунд | Второй раунд | Второй раунд | Третий раунд | Третий раунд | Четвёртый раунд | Четвёртый раунд | Итоговый результат | Итоговое место |
| Соревнование | Спортсмены     | Очки         | Место        | Очки         | Место        | Очки         | Место        | Очки            | Место           | Итоговый результат | Итоговое место |
| ------------ | -------------- | ------------ | ------------ | ------------ | ------------ | ------------ | ------------ | --------------- | --------------- | ------------------ | -------------- |
| женщины      | Кристине Вольф |              |              |              |              |              |              |                 |                 |                    |                |

### Гребля на байдарках и каноэ

#### Гребля на гладкой воде
Соревнования по гребле на байдарках и каноэ на гладкой воде проходят в лагуне Родригу-ди-Фрейташ, которая находится на территории города Рио-де-Жанейро. В каждой дисциплине соревнования проходят в три этапа: предварительный раунд, полуфинал и финал.
Женщины
| Соревнование                  | Спортсмены                       | Предварительный раунд | Предварительный раунд | Предварительный раунд | Полуфинал | Полуфинал | Полуфинал | Финал | Финал | Итоговое место |
| Соревнование                  | Спортсмены                       | Заплыв                | Время                 | Место                 | Заплыв    | Время     | Место     | Время | Место | Итоговое место |
| ----------------------------- | -------------------------------- | --------------------- | --------------------- | --------------------- | --------- | --------- | --------- | ----- | ----- | -------------- |
| байдарки-одиночки, 200 метров | Виктория Шварц                   |                       |                       |                       |           |           |           |       |       |                |
| байдарки-двойки, 500 метров   | Ана Роксана Лехачи Ивонна Шуринг |                       |                       |                       |           |           |           |       |       |                |

#### Гребной слалом
Квалификационный раунд проходил в две попытки. Результат в каждой попытке складывался из времени, затраченного на прохождение трассы и суммы штрафных очков, которые спортсмен получал за неправильное прохождение ворот. Одно штрафное очко равнялось одной секунде. Из 2 попыток выбирался лучший результат, по результатам которого, выявлялись спортсмены с наименьшим количеством очков, которые проходили в следующий раунд. В полуфинале гребцы выполняли по одной попытки. В финал проходили спортсмены с наименьшим результатом.
Мужчины
| Соревнование      | Спортсмены    | Предварительный этап | Предварительный этап | Предварительный этап | Предварительный этап | Предварительный этап | Предварительный этап | Предварительный этап | Полуфинал | Полуфинал | Полуфинал | Полуфинал | Финал                | Финал                | Финал                | Финал                |
| Соревнование      | Спортсмены    | 1 попытка            | 1 попытка            | 1 попытка            | 2 попытка            | 2 попытка            | 2 попытка            | Место                | Полуфинал | Полуфинал | Полуфинал | Полуфинал | Финал                | Финал                | Финал                | Финал                |
| Соревнование      | Спортсмены    | Время                | Штраф                | Итог                 | Время                | Штраф                | Итог                 | Место                | Время     | Штраф     | Итог      | Место     | Время                | Штраф                | Итог                 | Место                |
| ----------------- | ------------- | -------------------- | -------------------- | -------------------- | -------------------- | -------------------- | -------------------- | -------------------- | --------- | --------- | --------- | --------- | -------------------- | -------------------- | -------------------- | -------------------- |
| байдарки-одиночки | Марио Ляйтнер | 91,29                | 2                    | 93,29                | 91,89                | 2                    | 93,89                | 15 Q                 | 96,25     | 4         | 100,25    | 13        | завершил выступление | завершил выступление | завершил выступление | завершил выступление |

Женщины
| Соревнование      | Спортсмены    | Предварительный этап | Предварительный этап | Предварительный этап | Предварительный этап | Предварительный этап | Предварительный этап | Предварительный этап | Полуфинал | Полуфинал | Полуфинал | Полуфинал | Финал | Финал | Финал | Финал |
| Соревнование      | Спортсмены    | 1 попытка            | 1 попытка            | 1 попытка            | 2 попытка            | 2 попытка            | 2 попытка            | Место                | Полуфинал | Полуфинал | Полуфинал | Полуфинал | Финал | Финал | Финал | Финал |
| Соревнование      | Спортсмены    | Время                | Штраф                | Итог                 | Время                | Штраф                | Итог                 | Место                | Время     | Штраф     | Итог      | Место     | Время | Штраф | Итог  | Место |
| ----------------- | ------------- | -------------------- | -------------------- | -------------------- | -------------------- | -------------------- | -------------------- | -------------------- | --------- | --------- | --------- | --------- | ----- | ----- | ----- | ----- |
| байдарки-одиночки | Коринна Кунле | 109,63               | 0                    | 109,63               | 107,02               | 0                    | 107,02               | 12 Q                 |           |           |           |           |       |       |       |       |

### Дзюдо
Соревнования по дзюдо проводились по системе с выбыванием. В утешительные раунды попадали спортсмены, проигравшие полуфиналистам турнира. Два спортсмена, одержавших победу в утешительном раунде, в поединке за бронзу сражались с дзюдоистами, проигравшими в полуфинале.
Мужчины
| Категория    | Спортсмены           | 1/32 финала        | 1/16 финала            | 1/8 финала           | Четвертьфинал        | Полуфинал            | Финал                | Место |
| Категория    | Спортсмены           | Соперник Результат | Соперник Результат     | Соперник Результат   | Соперник Результат   | Соперник Результат   | Соперник Результат   | Место |
| ------------ | -------------------- | ------------------ | ---------------------- | -------------------- | -------------------- | -------------------- | -------------------- | ----- |
| до 60 кг     | Людвиг Пайшер        | не участвовал      | ARMО. Давтян П 000:100 | завершил выступление | завершил выступление | завершил выступление | завершил выступление | 17    |
| свыше 100 кг | Даниэль Аллершторфер |                    |                        |                      |                      |                      |                      |       |

Женщины
| Категория | Спортсмены           | 1/16 финала                | 1/8 финала                  | Четвертьфинал              | Полуфинал                 | Финал                  | Место |
| Категория | Спортсмены           | Соперник Результат         | Соперник Результат          | Соперник Результат         | Соперник Результат        | Соперник Результат     | Место |
| --------- | -------------------- | -------------------------- | --------------------------- | -------------------------- | ------------------------- | ---------------------- | ----- |
| до 57 кг  | Сабрина Фильцмозер   | GBRН. Смит-Дэвис П 000:011 | завершила выступление       | завершила выступление      | завершила выступление     | завершила выступление  | 17    |
| до 63 кг  | Катрин Унтервурцахер | не участвовала             | ECUЭ. Гарсия В 010:000      | JPNМ. Тасиро П 000:001     | Турнир за 3-е место       | Турнир за 3-е место    | 7     |
| до 63 кг  | Катрин Унтервурцахер | не участвовала             | ECUЭ. Гарсия В 010:000      | JPNМ. Тасиро П 000:001     | NEDА. ван Эмден П 000:001 | завершила выступление  | 7     |
| до 70 кг  | Бернадетте Граф      | не участвовала             | BRAМ. Портела В 000s1:000s2 | GERЛ. Варгас-Кох П 000:100 | Утешительный турнир       | Утешительный турнир    | 5     |
| до 70 кг  | Бернадетте Граф      | не участвовала             | BRAМ. Портела В 000s1:000s2 | GERЛ. Варгас-Кох П 000:100 | CANК. Зупанчич В 010:001  | GBRС. Конуэй П 000:001 | 5     |

### Конный спорт
Выездка
Соревнования по выездке включали в себе три теста высшего уровня сложности по системе Международной федерации конного спорта (FEI): Большой Приз (англ. Grand Prix), Переездка Большого Приза (англ. Grand Prix Special) и КЮР Большого приза (англ. Grand Prix Freestyle). Итоговая оценка в каждом из тестов рассчитывалась, как среднее арифметическое значение оценок семи судей.
| Соревнование   | Спортсмены                                     | Большой Приз | Большой Приз | Переездка Большого Приза | Переездка Большого Приза | КЮР Большого Приза    | КЮР Большого Приза    |
| Соревнование   | Спортсмены                                     | Результат    | Место        | Результат                | Место                    | Результат             | Место                 |
| -------------- | ---------------------------------------------- | ------------ | ------------ | ------------------------ | ------------------------ | --------------------- | --------------------- |
| личная выездка | Виктория Макс-Тойрер лошадь — Della Cavalleria | 71,129       | 33           | завершила выступление    | завершила выступление    | завершила выступление | завершила выступление |

### Лёгкая атлетика
Мужчины
Технические дисциплины
| Дисциплина    | Спортсмен            | Квалификация | Квалификация | Финал     | Финал |
| Дисциплина    | Спортсмен            | Результат    | Место        | Результат | Место |
| ------------- | -------------------- | ------------ | ------------ | --------- | ----- |
| метание диска | Лукас Вайссхайдингер |              |              |           |       |

 Многоборье
| Дисциплина  | Спортсмен             | Параметр  | 100 м | длина | ядро | высота | 400 м | 110 м с/б | диск | шест | копьё | 1500 м | Всего очков | Итоговое место |
| ----------- | --------------------- | --------- | ----- | ----- | ---- | ------ | ----- | --------- | ---- | ---- | ----- | ------ | ----------- | -------------- |
| десятиборье | Доминик Дистельбергер | Результат |       |       |      |        |       |           |      |      |       |        |             |                |
| десятиборье | Доминик Дистельбергер | Очки      |       |       |      |        |       |           |      |      |       |        |             |                |
| десятиборье | Доминик Дистельбергер | Место     |       |       |      |        |       |           |      |      |       |        |             |                |

Женщины
Беговые дисциплины
| Дисциплина                    | Спортсмен      | Предварительный раунд | Предварительный раунд | Предварительный раунд | Четвертьфиналы | Четвертьфиналы | Четвертьфиналы | Полуфиналы    | Полуфиналы    | Полуфиналы    | Финал | Финал |
| Дисциплина                    | Спортсмен      | Забег                 | Время                 | Место                 | Забег          | Время          | Место          | Забег         | Время         | Место         | Время | Место |
| ----------------------------- | -------------- | --------------------- | --------------------- | --------------------- | -------------- | -------------- | -------------- | ------------- | ------------- | ------------- | ----- | ----- |
| бег на 5000 метров            | Дженнифер Вент |                       |                       |                       | не проводится  | не проводится  | не проводится  | не проводится | не проводится | не проводится |       |       |
| бег на 100 метров с барьерами | Беата Шротт    |                       |                       |                       | не проводится  | не проводится  | не проводится  |               |               |               |       |       |

Шоссейные дисциплины
| Дисциплина | Спортсмен   | Время | Место | Отставание |
| ---------- | ----------- | ----- | ----- | ---------- |
| марафон    | Андреа Майр |       |       |            |

Многоборье
| Дисциплина | Спортсмен   | Параметр  | 100 м с/б | высота | ядро | 200 м | длина | копьё | 800 м | Всего очков | Итоговое место |
| ---------- | ----------- | --------- | --------- | ------ | ---- | ----- | ----- | ----- | ----- | ----------- | -------------- |
| семиборье  | Ивона Дадич | Результат |           |        |      |       |       |       |       |             |                |
| семиборье  | Ивона Дадич | Очки      |           |        |      |       |       |       |       |             |                |
| семиборье  | Ивона Дадич | Место     |           |        |      |       |       |       |       |             |                |

### Настольный теннис
Соревнования по настольному теннису проходили по системе плей-офф. Каждый матч продолжается до тех пор, пока один из теннисистов не выигрывает 4 партии. Сильнейшие 16 спортсменов начинали соревнования с третьего раунда, следующие 16 по рейтингу стартовали со второго раунда.
Мужчины
| Соревнование     | Спортсмены                                   | Квалификация       | Первый раунд       | Второй раунд        | Третий раунд          | 1/8 финала           | 1/4 финала           | Полуфинал            | Финал                |
| Соревнование     | Спортсмены                                   | Соперник Результат | Соперник Результат | Соперник Результат  | Соперник Результат    | Соперник Результат   | Соперник Результат   | Соперник Результат   | Соперник Результат   |
| ---------------- | -------------------------------------------- | ------------------ | ------------------ | ------------------- | --------------------- | -------------------- | -------------------- | -------------------- | -------------------- |
| одиночный разряд | Роберт Гардос (31)                           | не участвовал      | не участвовал      | ROUО. Ионеску П 1:4 | завершил выступление  | завершил выступление | завершил выступление | завершил выступление | завершил выступление |
| одиночный разряд | Штефан Фегерль (16)                          | не участвовал      | не участвовал      | не участвовал       | JPNК. Нива (17) П 1:4 | завершил выступление | завершил выступление | завершил выступление | завершил выступление |
| командный разряд | Роберт Гардос Штефан Фегерль Даниэль Хабезон | не проводится      | не проводится      | не проводится       | не проводится         | Португалия · :       |                      |                      |                      |

Женщины
| Соревнование     | Спортсмены                       | Квалификация       | Первый раунд       | Второй раунд          | Третий раунд          | 1/8 финала               | 1/4 финала            | Полуфинал             | Финал                 |                       |
| Соревнование     | Спортсмены                       | Соперник Результат | Соперник Результат | Соперник Результат    | Соперник Результат    | Соперник Результат       | Соперник Результат    | Соперник Результат    | Соперник Результат    |                       |
| ---------------- | -------------------------------- | ------------------ | ------------------ | --------------------- | --------------------- | ------------------------ | --------------------- | --------------------- | --------------------- | --------------------- |
| одиночный разряд | Лю Цзя (16)                      | не участвовала     | не участвовала     | не участвовала        | NEDЛи Цзяо (20) В 4:1 | SINФэн Тяньвэй (2) П 1:4 | завершила выступление | завершила выступление | завершила выступление | завершила выступление |
| одиночный разряд | София Полканова (32)             | Не участвовала     | Не участвовала     | AUSЛай Цзяньфан П 2:4 | Завершила выступление | Завершила выступление    | Завершила выступление | Завершила выступление | Завершила выступление |                       |
| командный разряд | Лю Цзя София Полканова Ли Цянбин | Не проводится      | Не проводится      | Не проводится         | Не проводится         | Нидерланды · :           |                       |                       |                       |                       |

### Парусный спорт
Соревнования по парусному спорту в каждом из классов состояли из 10 гонок, за исключением класса 49-й, где проводилось 12 заездов. В каждой гонке спортсмены начинали заплыв с общего старта. Победителем каждой из гонок становился экипаж, первым пересекший финишную черту. Количество очков, идущих в общий зачёт, соответствовало занятому командой месту. 10 лучших экипажей по результатам 10 заплывов попадали в медальную гонку, результаты которой также шли в общий зачёт. В медальной гонке, очки, полученные экипажем удваивались. В случае если участник соревнований не смог завершить гонку ему начислялось количество очков, равное количеству участников плюс один. При итоговом подсчёте очков не учитывался худший результат, показанный экипажем в одной из гонок. Сборная, набравшая наименьшее количество очков, становится олимпийским чемпионом.
Мужчины
| Класс | Спортсмены                       | Гонка | Гонка | Гонка | Гонка | Гонка | Гонка | Гонка | Гонка | Гонка | Гонка | Гонка         | Гонка         | Гонка | Очки | Место |
| Класс | Спортсмены                       | 1     | 2     | 3     | 4     | 5     | 6     | 7     | 8     | 9     | 10    | 11            | 12            | M     | Очки | Место |
| ----- | -------------------------------- | ----- | ----- | ----- | ----- | ----- | ----- | ----- | ----- | ----- | ----- | ------------- | ------------- | ----- | ---- | ----- |
| 470   | Флориан Райхштедтер Маттиас Шмид |       |       |       |       |       |       |       |       |       |       | Не проводится | Не проводится |       |      |       |
| 49-й  | Нико Делле Карт Николаус Реш     |       |       |       |       |       |       |       |       |       |       |               |               |       |      |       |

Женщины
| Класс | Спортсмены               | Гонка | Гонка | Гонка | Гонка | Гонка | Гонка | Гонка | Гонка | Гонка | Гонка | Гонка         | Гонка         | Гонка | Очки | Место |
| Класс | Спортсмены               | 1     | 2     | 3     | 4     | 5     | 6     | 7     | 8     | 9     | 10    | 11            | 12            | M     | Очки | Место |
| ----- | ------------------------ | ----- | ----- | ----- | ----- | ----- | ----- | ----- | ----- | ----- | ----- | ------------- | ------------- | ----- | ---- | ----- |
| 470   | Йоланта Огар Лара Вадлау |       |       |       |       |       |       |       |       |       |       | Не проводится | Не проводится |       |      |       |

Открытый класс
Соревнования в олимпийском классе катамаранов Накра 17 дебютируют в программе летних Олимпийских игр. Каждый экипаж представлен смешанным дуэтом яхтсменов.
| Класс    | Спортсмены            | Гонка | Гонка | Гонка | Гонка | Гонка | Гонка | Гонка | Гонка | Гонка | Гонка | Гонка | Очки | Место |
| Класс    | Спортсмены            | 1     | 2     | 3     | 4     | 5     | 6     | 7     | 8     | 9     | 10    | M     | Очки | Место |
| -------- | --------------------- | ----- | ----- | ----- | ----- | ----- | ----- | ----- | ----- | ----- | ----- | ----- | ---- | ----- |
| Накра 17 | Томас Заяц Таня Франк |       |       |       |       |       |       |       |       |       |       |       |      |       |

### Стрельба
В январе 2013 года Международная федерация спортивной стрельбы приняла новые правила проведения соревнований на 2013—2016 года, которые, в частности, изменили порядок проведения финалов. Во многих дисциплинах спортсмены, прошедшие в финал, теперь начинают решающий раунд без очков, набранных в квалификации, а финал проходит по системе с выбыванием. Также в финалах после каждого раунда стрельбы из дальнейшей борьбы выбывает спортсмен с наименьшим количеством баллов. В скоростном пистолете решающие поединки проходят по системе попал-промах. В стендовой стрельбе добавился полуфинальный раунд, где определяются по два участника финального матча и поединка за третье место.
Мужчины
| Соревнование                          | Спортсмены        | Квалификация | Квалификация | Полуфинал     | Полуфинал     | Финал                | Финал                |
| Соревнование                          | Спортсмены        | Результат    | Место        | Результат     | Место         | Соперник/ Результат  | Место                |
| ------------------------------------- | ----------------- | ------------ | ------------ | ------------- | ------------- | -------------------- | -------------------- |
| пневматическая винтовка, 10 метров    | Александер Шмирль | 623,7        | 15           | не проводится | не проводится | завершил выступление | завершил выступление |
| пневматическая винтовка, 10 метров    | Гернот Румплер    | 620,4        | 32           | не проводится | не проводится | завершил выступление | завершил выступление |
| винтовка лёжа, 50 метров              | Томас Матис       |              |              | не проводится | не проводится |                      |                      |
| винтовка лёжа, 50 метров              | Александер Шмирль |              |              | не проводится | не проводится |                      |                      |
| винтовка из трёх положений, 50 метров | Гернот Румплер    |              |              | не проводится | не проводится |                      |                      |
| винтовка из трёх положений, 50 метров | Александер Шмирль |              |              | не проводится | не проводится |                      |                      |
| скит                                  | Себастьян Кунтшик |              |              |               |               |                      |                      |

Женщины
| Соревнование                          | Спортсмены    | Квалификация | Квалификация | Полуфинал     | Полуфинал     | Финал                 | Финал                 |
| Соревнование                          | Спортсмены    | Результат    | Место        | Результат     | Место         | Соперник/ Результат   | Место                 |
| ------------------------------------- | ------------- | ------------ | ------------ | ------------- | ------------- | --------------------- | --------------------- |
| пневматическая винтовка, 10 метров    | Оливия Хофман | 415,7        | 10           | не проводится | не проводится | завершила выступление | завершила выступление |
| винтовка из трёх положений, 50 метров | Оливия Хофман |              |              | не проводится | не проводится |                       |                       |

### Стрельба из лука
В квалификации соревнований лучники выполняют 12 серий выстрелов по 6 стрел с расстояния 70-ти метров. По итогам предварительного раунда составляется сетка плей-офф, где в 1/32 финала 1-й номер посева встречается с 64-м, 2-й с 63-м и.т.д. В поединках на выбывание спортсмены выполняют по три выстрела. Участник, набравший за эту серию больше очков получает 2 очка. Если же оба лучника набрали одинаковое количество баллов, то они получают по одному очку. Победителем пары становится лучник, первым набравший 6 очков.
Женщины
| Соревнование              | Спортсмены        | Квалификация | Квалификация | 1/32 финала           | 1/16 финала           | 1/8 финала            | Четвертьфинал         | Полуфинал             | Финал                 | Место |
| Соревнование              | Спортсмены        | Результат    | Место        | Соперник Результат    | Соперник Результат    | Соперник Результат    | Соперник Результат    | Соперник Результат    | Соперник Результат    | Место |
| ------------------------- | ----------------- | ------------ | ------------ | --------------------- | --------------------- | --------------------- | --------------------- | --------------------- | --------------------- | ----- |
| индивидуальное первенство | Лаурсен Бальдауфф | 619          | 41           | INDБ. Деви (24) П 2:6 | завершила выступление | завершила выступление | завершила выступление | завершила выступление | завершила выступление | 33    |

### Теннис
Соревнования пройдут на кортах олимпийского теннисного центра. Теннисные матчи будут проходить на кортах с твёрдым покрытием DecoTurf, на которых также проходит и Открытый чемпионат США.
Мужчины
| Соревнование  | Спортсмены                  | 1/32 финала        | 1/16 финала                         | 1/8 финала                             | Четвертьфинал                          | Полуфинал             | Финал                 | Место                 |
| Соревнование  | Спортсмены                  | Соперник Результат | Соперник Результат                  | Соперник Результат                     | Соперник Результат                     | Соперник Результат    | Соперник Результат    | Место                 |
| ------------- | --------------------------- | ------------------ | ----------------------------------- | -------------------------------------- | -------------------------------------- | --------------------- | --------------------- | --------------------- |
| парный разряд | Оливер Марах Александр Пейя | не проводится      | BLRА. Бурый / М. Мирный В 7:64, 7:5 | USAБ. Бейкер / Р. Рам В 6:4, 62:7, 6:3 | ESPМ. Лопес / Р. Надаль (6) П 3:6, 1:6 | завершили выступление | завершили выступление | завершили выступление |

### Триатлон
Соревнования по триатлону пройдут на территории форта Копакабана. Дистанция состоит из 3-х этапов — плавание (1,5 км), велоспорт (43 км), бег (10 км).
Мужчины
| Соревнование              | Спортсмены | Плавание | Смена | Велоспорт | Смена | Бег | Итоговое время | Место | Отставание |
| ------------------------- | ---------- | -------- | ----- | --------- | ----- | --- | -------------- | ----- | ---------- |
| индивидуальное первенство |            |          |       |           |       |     |                |       |            |

Женщины
| Соревнование              | Спортсмены | Плавание | Смена | Велоспорт | Смена | Бег | Итоговое время | Место | Отставание |
| ------------------------- | ---------- | -------- | ----- | --------- | ----- | --- | -------------- | ----- | ---------- |
| индивидуальное первенство |            |          |       |           |       |     |                |       |            |
|                           |            |          |       |           |       |     |                |       |            |

### Фехтование
В индивидуальных соревнованиях спортсмены сражаются три раунда по три минуты, либо до того момента, как один из спортсменов нанесёт 15 уколов. В командных соревнованиях поединок идёт 9 раундов по 3 минуты каждый, либо до 45 уколов. Если по окончании времени в поединке зафиксирован ничейный результат, то назначается дополнительная минута до «золотого» укола.
Мужчины
| Соревнование          | Спортсмены      | 1/32 финала               | 1/16 финала          | 1/8 финала           | Четвертьфинал        | Полуфинал            | Финал                | Место |
| Соревнование          | Спортсмены      | Соперник Результат        | Соперник Результат   | Соперник Результат   | Соперник Результат   | Соперник Результат   | Соперник Результат   | Место |
| --------------------- | --------------- | ------------------------- | -------------------- | -------------------- | -------------------- | -------------------- | -------------------- | ----- |
| индивидуальная рапира | Рене Пранц (32) | BRAГ. Тольдо (33) 14:15 П | Завершил выступление | Завершил выступление | Завершил выступление | Завершил выступление | Завершил выступление | 33    |